# Linnasaari (ö i Norra Karelen, Mellersta Karelen)
Linnasaari är en ö i Finland. Den ligger i sjön Puruvesi och i kommunen Kides i den ekonomiska regionen  Mellersta Karelens ekonomiska region  och landskapet Norra Karelen, i den sydöstra delen av landet, 300 km nordost om huvudstaden Helsingfors. Öns area är 7 hektar och dess största längd är 0,7 kilometer i nord-sydlig riktning.